# Марк Джордано
Марк Джордано (англ. Mark Giordano; 3 жовтня 1983, м. Торонто, Канада) — канадський хокеїст, захисник. Виступає за «Торонто Мейпл Ліфс» у Національній хокейній лізі. 
Виступав за «Оуен-Саунд Аттак» (ОХЛ), «Лоуелл-Лок Монстерс» (АХЛ), «Омаха Найтс» (АХЛ), «Калгарі Флеймс», «Динамо» (Москва), «Сіетл Кракен».
Станом на лютий 2023 року в чемпіонатах НХЛ — 1077 матчів (154+409), у турнірах Кубка Стенлі — 30 матчів (1+8).
У складі національної збірної Канади учасник чемпіонатів світу 2008 і 2010 (7 матчів, 3+1).
Досягнення
- Володар Кубка Шпенглера (2008).
- Володар Трофею Джеймса Норріса